# Porridge
Il porridge (detto anche porage, porrige, parritch, ecc., traducibile in italiano con pappa d'avena, anche se l'avena è solo uno dei possibili ingredienti) è un piatto ottenuto facendo bollire in acqua o latte chicchi macinati, schiacciati o tritati di alimenti ricchi di amido (di solito cereali) e aromatizzati a piacere. L'attrezzo per eccellenza per mescolare il porridge ed evitare che formi grumi è lo spurtle. Viene di solito servito caldo in una ciotola e può essere dolce o salato. È per tradizione un alimento di base nella cucina africana, in quelle dei Paesi dell'Europa settentrionale e in quelle russa e statunitense. Particolarmente apprezzato è il porridge d'avena della Scozia, anche per la buona qualità del cereale lì coltivato.

## Storia
Tra le più antiche forme di porridge sono state citate alcune versioni del pane maza presente nell'alimentazione nell'antica Grecia, preparate con un impasto umido e denso che ricorda i porridge scozzesi, e i pulmentum degli etruschi, soffici paste mischiate con latte consumate come dessert di consistenza simile al budino.
I porridge moderni hanno invece origine in buona parte dell'Europa Settentrionale e in Russia. Il particolare tipo di porridge chiamato kaša è stato per secoli il cibo preferito dai russi. Consumato secondo la tradizione locale per importanti celebrazioni e rituali, tra il XII e il XIV secolo il termine kaša divenne sinonimo di festa. Fu in seguito consumato per ogni tipo di pasto collettivo, in particolare in occasione del raccolto, quando gli addetti lavoravano e si alimentavano tutti assieme con la kaša, che diventò sinonimo di cooperativa.

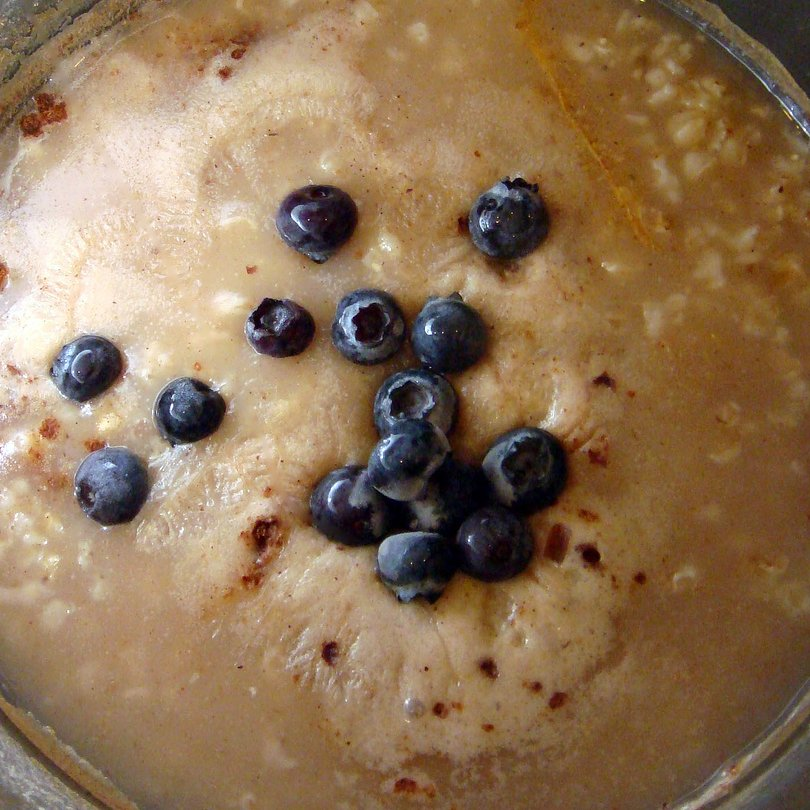
Cottura di porridge d'avena con mirtilli e cannella

Il termine porridge deriva dall'arcaico inglese pottage, che significa zuppa o stufato. Fu inizialmente preparato nelle isole britanniche verso la metà del XVII secolo, addensando le zuppe con l'orzo, altri cereali o i piselli di afaca, a seconda dei diversi luoghi o della disponibilità. Veniva consumato salato ed era preparato con carni, ortaggi da radice, verdure ed erbe aromatiche. Veniva cotto in un grande bollitore metallico scaldato a carbone o in più economici tegami in terracotta. Fino all'introduzione del pane lievitato e del forno per la cottura di alimenti, il porridge era il modo più comune per cucinare i cereali.
Fu agli inizi una pietanza per i poveri, visto che il pane era a quei tempi particolarmente costoso. Nel XVIII secolo cominciò ad entrare anche nei pasti dei ricchi. Goethe scrisse: "Se piovesse porridge i poveri contadini non avrebbero cucchiai per mangiarlo". Nel suo libro di memorie, Mademoiselle de Montpensier scrisse che durante una cena il re Luigi XIV di Francia e il fratello Filippo I di Borbone-Orléans si lanciarono l'un l'altro piatti di porridge. Divenne quindi un alimento comune per i carcerati britannici, tanto che a partire dagli anni cinquanta del XX secolo l'espressione doing porridge (fare il porridge) è nello slang locale sinonimo di "essere incarcerato".

## Ingredienti
Vi sono moltissime varianti e molti piatti che possono essere considerati porridge. Oltre al cereale e al liquido scelto, tra gli aromatizzanti che si possono utilizzare nei porridge dolci vi sono zucchero, sciroppo d'acero, frutta ecc. Nei porridge salati si possono aggiungere spezie, verdure, carni ecc.

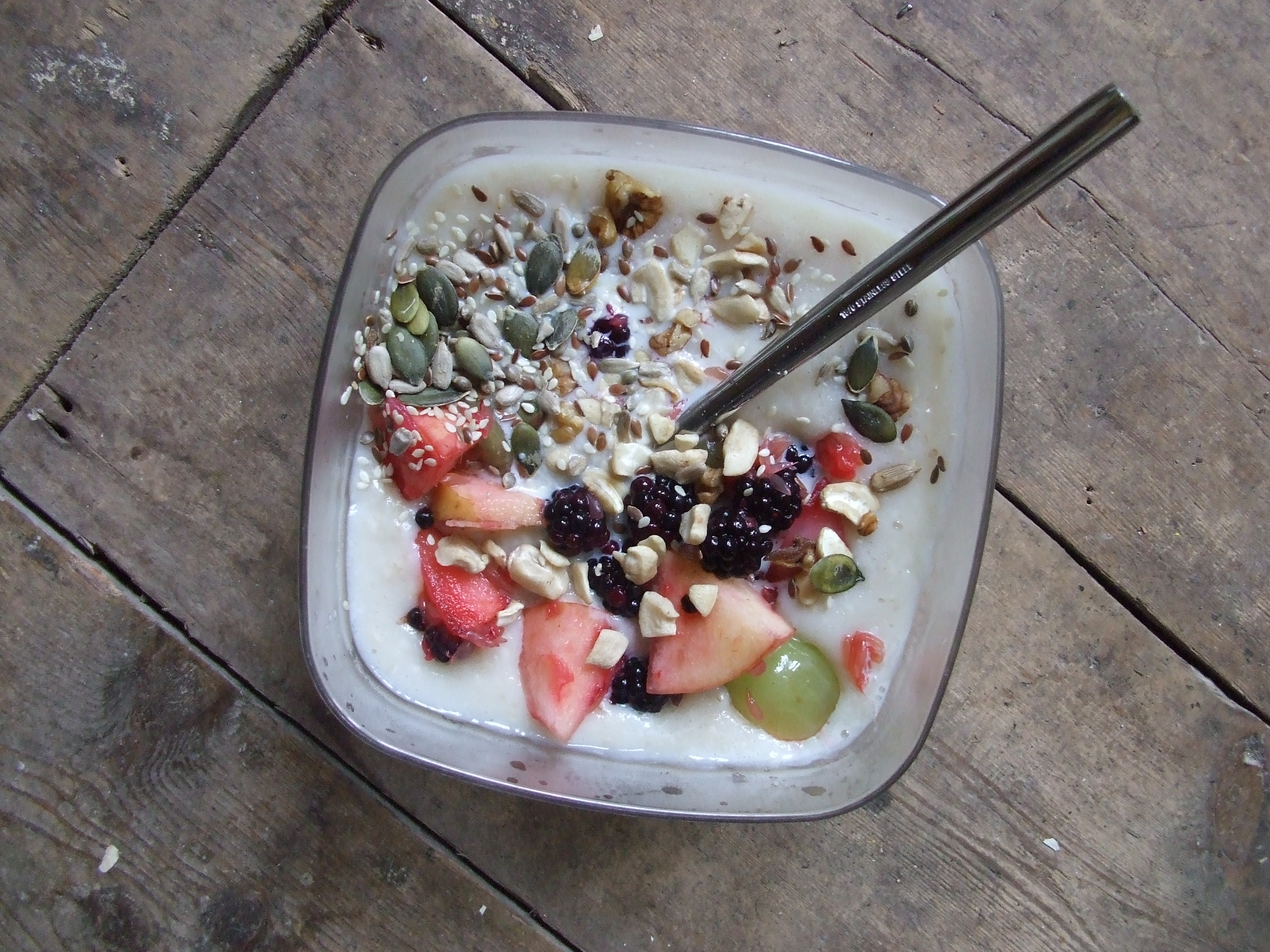
Colazione con porridge preparato con chicchi di avena e altri semi interi, acqua, latte di soia, uva, mele, noci e altro

## Tipi di porridge e affini

### Mais
- Porridge di mais:
  - Atole, un piatto messicano di farina di mais in acqua o latte.
  - Champurrado (un atole a base di cioccolato), una miscela messicana di zucchero, latte, cioccolato e pasta di mais o farina di mais. Il piatto filippino tsampurado è simile, con riso invece di granturco.
  - Cir, păsat o (quando più solido) mămăligă sono tutti porridge di mais rumeni.
  - Cornmeal mush, è un piatto tradizionale negli Stati Uniti meridionali e medioatlantici a base di farina di mais.
  - Gacha, è una famiglia di preparazioni alimentari spagnole, a base di farina di mais o anche di legumi (cicerchie). Spesso guarnito con mandorle tostate e crostini di pane fritti in olio d'oliva, o anche arricchiti con verdura.[8][9]
  - Gofio, è una crema a base di cereali tostati diffusa nelle isole Canarie: il più comune è a base di mais tostato a grana grossa. Prodotto con mais dolce arrostito e altri cereali (ad es. grano, orzo o avena), anche misturati, usato in molti modi in parti del mondo verso cui sono emigrati gli abitanti delle Canarie.
  - Grits, macinato: hominy, è comune nel sud degli Stati Uniti, tradizionalmente servito con burro, sale e pepe nero. A volte, è anche servito con formaggio.
  - Kachamak, un porridge di mais dei Balcani.
  - Kānga pirau, un piatto di porridge di mais fermentato prodotto e consumato dai Maori della Nuova Zelanda.
  - Mazamorra, un porridge di mais dalla Colombia.
  - Polenta, piatto tipico del settentrione italiano, che viene preparata in uno stato semi-solido e affettata per servire.
  - Il rubaboo è composto da mais e piselli essiccati con grasso animale ed era un alimento base dei voyageur.
  - Shuco, un piatto salvadoregno di farina di mais nero, blu o viola, semi di zucca macinati, salsa di peperoncino e fagioli rossi cotti, che veniva tradizionalmente bevuto da una zucca svuotata al mattino presto, soprattutto al ritorno da un periodo di caccia o di bevute.
  - Suppawn, chiamato anche e meglio conosciuto come hasty pudding, era comune nei tempi coloniali americani e consisteva in farina di mais bollita con latte fino a presentarsi come un denso porridge. Mangiato ancora nei tempi moderni, non è più necessariamente a base di mais.
  - Uji, un denso porridge dell'Africa orientale prodotto più comunemente con farina di mais mescolata con sorgo e molti altri cereali macinati, con latte o burro e zucchero o sale. Anche l'Ugali, un pasto più solido, è fatto con farina di mais, spesso mescolata con altri cereali. Questi due, sotto vari nomi, sono alimenti di base in gran parte del continente africano, ad esempio pap in Sudafrica, sadza in Zimbabwe, nshima in Zambia e in Mozambico, tuwo o ogi in Nigeria, ecc., sebbene alcuni di questi possano anche essere a base di sorgo.
  - Žganci, un porridge di mais preparato nei paesi di Kajkavian e in Slovenia.
  - Mielie Pap è un alimento base di porridge di mais nella cucina sudafricana.

### Miglio
- Porridge di miglio:

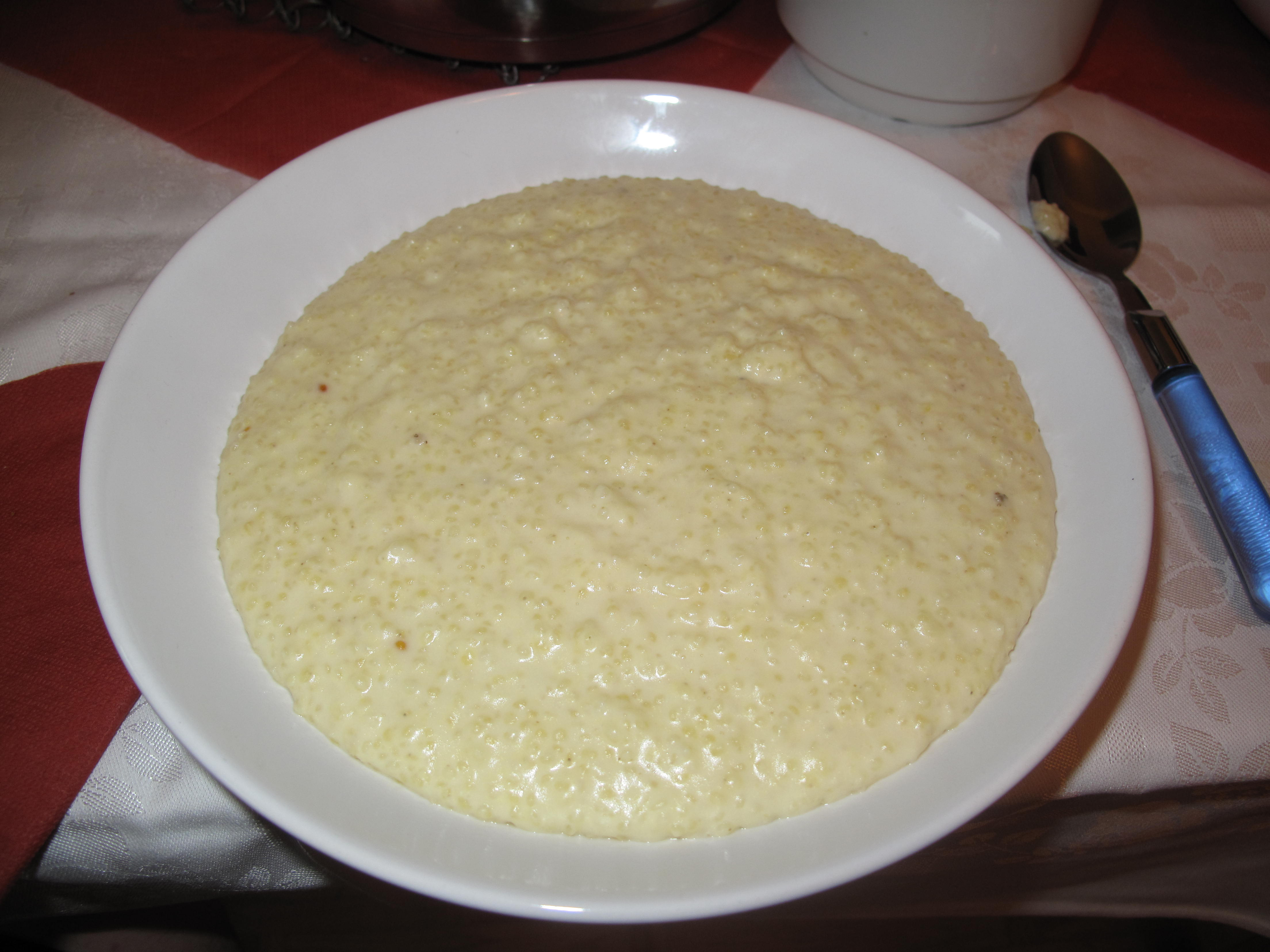
Porridge di miglio

  - Il porridge di miglio coda di volpe è un alimento base nel nord della Cina.
  - Un porridge a base di miglio perlato è l'alimento base in Niger e nelle regioni circostanti del Sahel.
  - Oshifima o otjifima, un porridge denso di miglio perlato, è l'alimento base della Namibia settentrionale.
  - Il porridge di miglio medio-orientale, spesso condito con cumino e miele.
  - Munchiro sayo, un porridge di miglio mangiato dagli Ainu, un popolo indigeno del nord del Giappone.
  - Il milium in aqua era un porridge di miglio fatto con latte di capra che veniva consumato nell'antica Roma.[10]
  - Un porridge di ragi (Eleusine coracana) è chiamato "jaava", viene consumato a colazione durante la stagione estiva nella regione indiana di lingua telugu.
  - Koozh è un porridge di miglio comunemente venduto nel Tamil Nadu.

### Avena

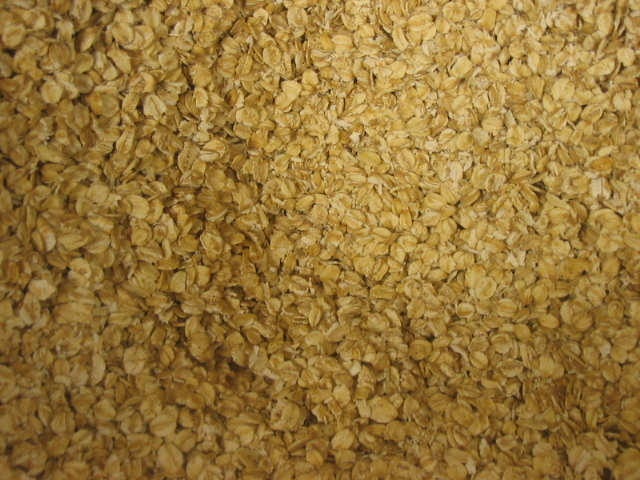
Porridge di avena prima della cottura

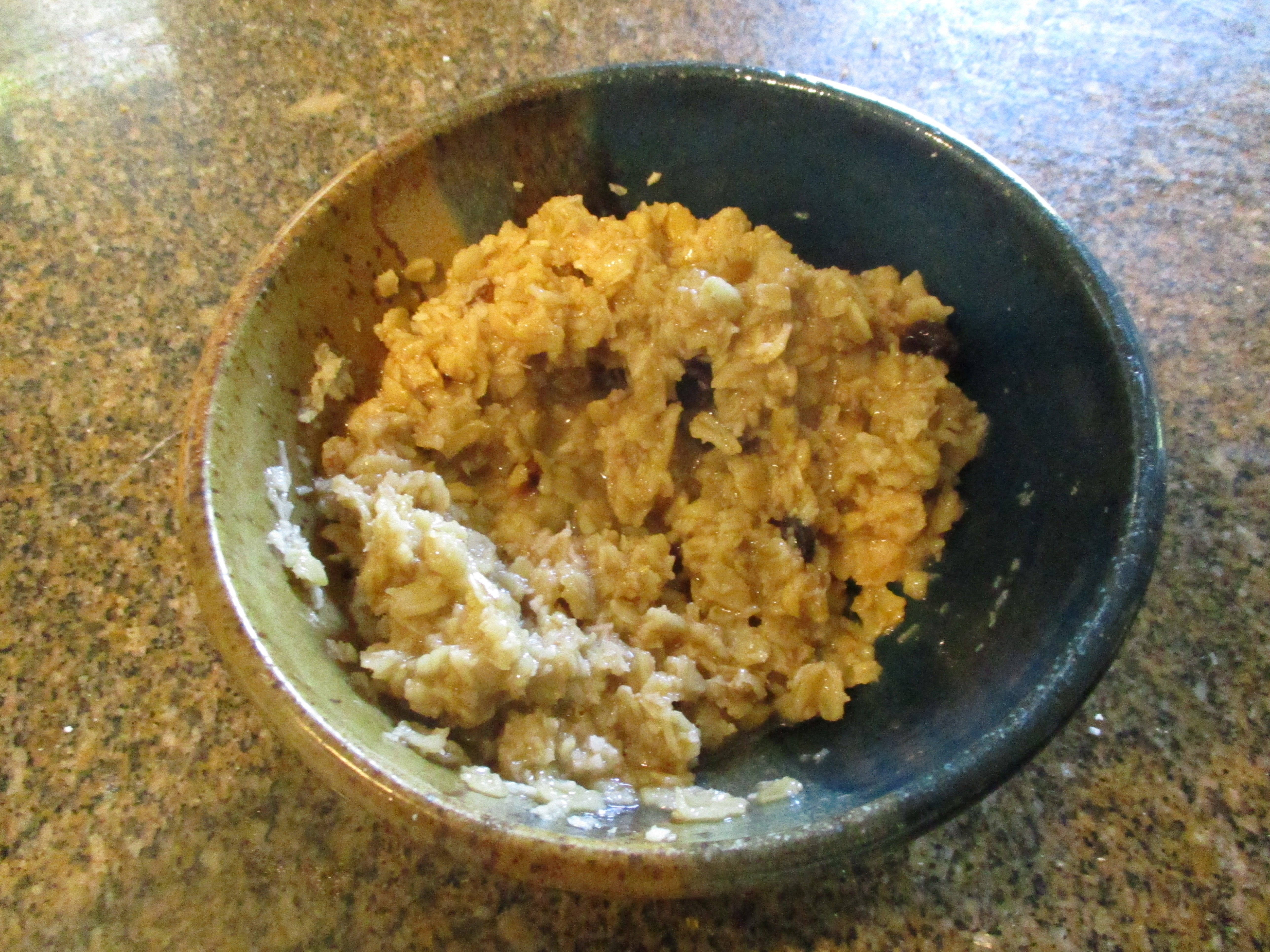
Farina d'avena con uvetta, burro, noci tritate, cannella, zucchero di canna e cocco grattugiato

- Farina d'avena con uvetta, burro, noci tritate, cannella, zucchero di canna e cocco grattugiato Porridge di avena, tradizionale e comune nel mondo di lingua inglese, in Germania e nei paesi nordici.  Il porridge di avena è stato trovato nello stomaco di corpi nebulici neolitici di 5.000 anni fa in Europa centrale e Scandinavia.[11] Le varietà di porridge di avena includono: 
  - Semole, porridge fatti con avena o grano non trasformati.
  - Gruel, polenta molto liquida, spesso sorseggiata piuttosto che mangiato.
  - Yod Kerc'h, un tradizionale porridge di avena del nord-ovest della Francia, principalmente della Bretagna, fatto con avena, burro e acqua o latte.[12]
  - Owsianka, un piatto da colazione tradizionale dell'Europa orientale (Russia, Polonia, Bielorussia, Ucraina) a base di latte caldo, avena e talvolta con zucchero e burro.
  - Il porridge a base di fiocchi d'avena o farina d'avena macinata è comune nel Regno Unito, in Irlanda, Australia, Nuova Zelanda, Nord America, Finlandia e Scandinavia. È noto semplicemente come "porridge" o, più comunemente negli Stati Uniti e in Canada, "farina d'avena". Negli Stati Uniti, il porridge di avena e grano possono essere entrambi chiamati "cereali caldi". L'avena rollata è comunemente usata in Inghilterra, la farina d'avena in Scozia e l'avena tagliata con lame d'acciaio in Irlanda.[13] Nella Royal Navy durante le guerre napoleoniche, i cuochi preparavano il burgoo per gli uomini a colazione, a base di farina d'avena e acqua.[14][15]
  - Porridge (Parrige) - Anglofono Caraibico (Guyana, Giamaica, Trinidad ecc.) Conosciuto anche come Pap. Il tipo più comune è fatto con la farina di mais e sono sempre cotti nel latte. Le varietà includono farina d'avena, banane verdi grattugiate, orzo, crema di grano, sago (tapioca). Il porridge di farina d'avena è spesso aromatizzato con cannella, noce moscata, zucchero di canna e/o essenza di mandorle.
  - Stirabout - porridge irlandese, tradizionalmente prodotto mescolando l'avena in acqua bollente
  - Terci de ovăz, farina d'avena tradizionale in Romania.
  - Zabkása, farina d'avena tradizionale in Ungheria.

#### Tipi di avena

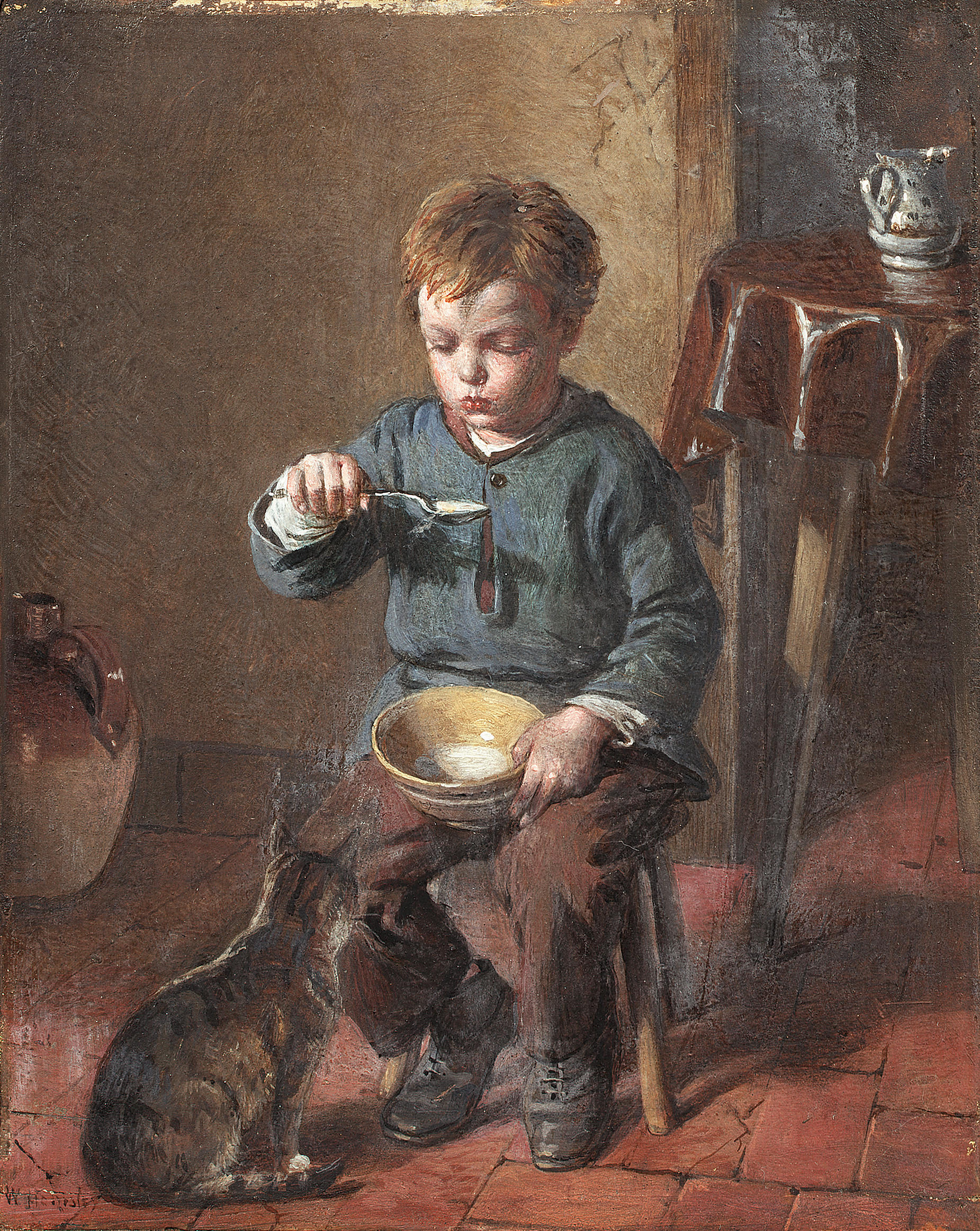
Porridge di William Hemsley (1893)

L'avena per il porridge può essere intera (semole), tagliata in due o tre pezzi (chiamati "spinhead (spillo)", farina d'avena "steel-cut (tagliata con l'acciaio)" o "coarse (grossolana)"), macinata in farina d'avena media o fine o cotta al vapore e arrotolata in fiocchi di varie dimensioni e spessori (chiamati "fiocchi di avena", la dimensione più grande è "jumbo"). Più grandi sono i pezzi di avena utilizzati, più strutturato è il porridge risultante. Si dice che, a causa della sua dimensione e forma, il corpo digerisce l'avena tagliata in acciaio più lentamente rispetto all'avena rollata, riducendo i picchi di zucchero nel sangue e estendo più a lungo il senso di sazietà. Il sito Web US Consumer Reports ha scoperto che maggiore è la cottura richiesta, più forte è il sapore dell'avena e meno pastosa è la consistenza.
L'avena è una buona fonte di fibre alimentari; i benefici per la salute sono attribuiti in particolare alla crusca d'avena, che fa parte del chicco.

#### Preparazione
L'avena viene cotta nel latte, nell'acqua o in una miscela dei due. I tradizionalisti scozzesi ammettono solo avena, acqua e sale. Ci sono tecniche suggerite dai cuochi, come il pre-ammollo, ma un test comparativo ha trovato poca differenza nel risultato finale.  Possono essere utilizzati vari aromi, che possono variare ampiamente in base al gusto e alla località. Lo zucchero Demerara, zucchero invertito, lo yogurt greco e il miele sono comuni. È possibile utilizzare latte freddo o crema.

### Riso
- Porridge di riso: 

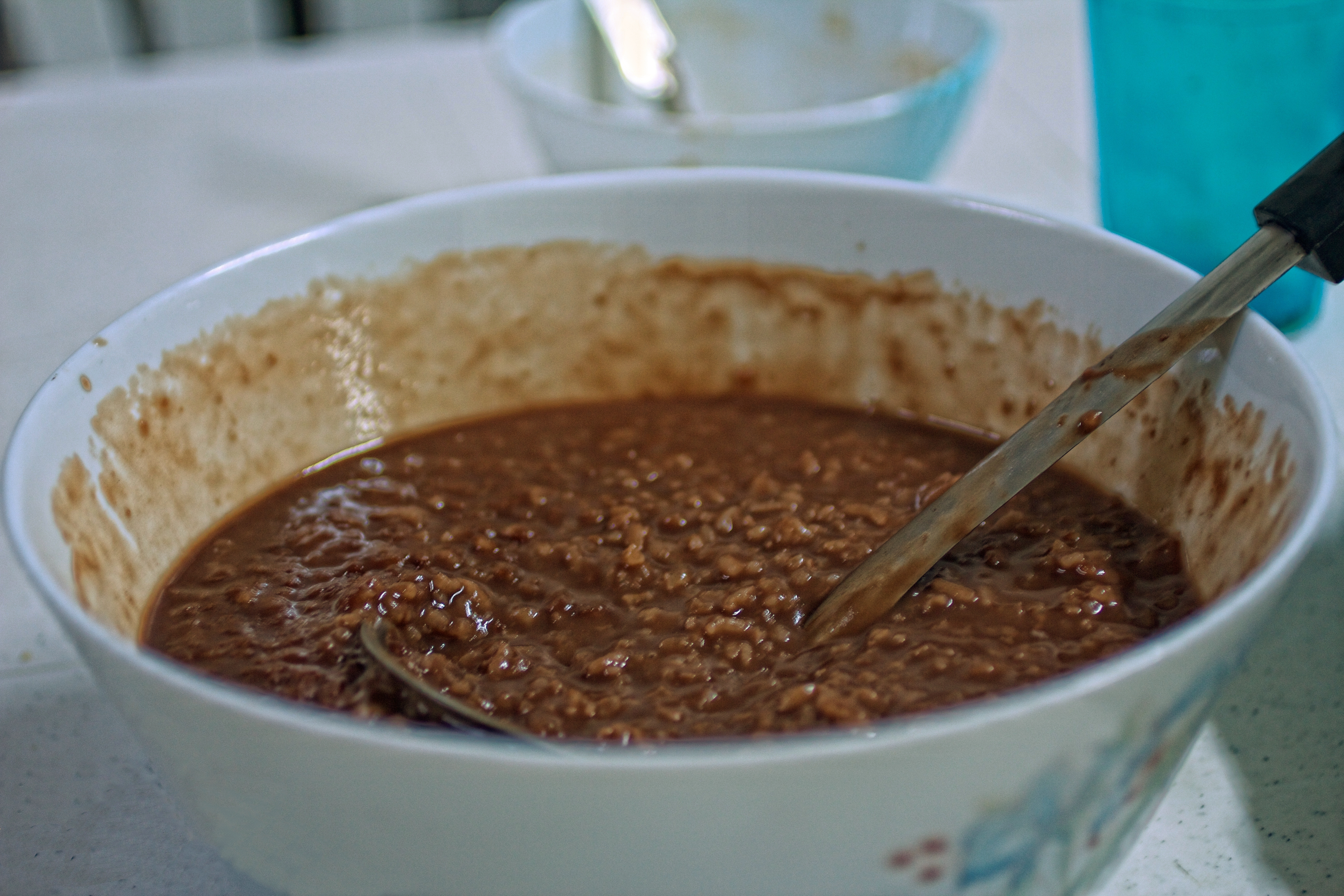
Champorado

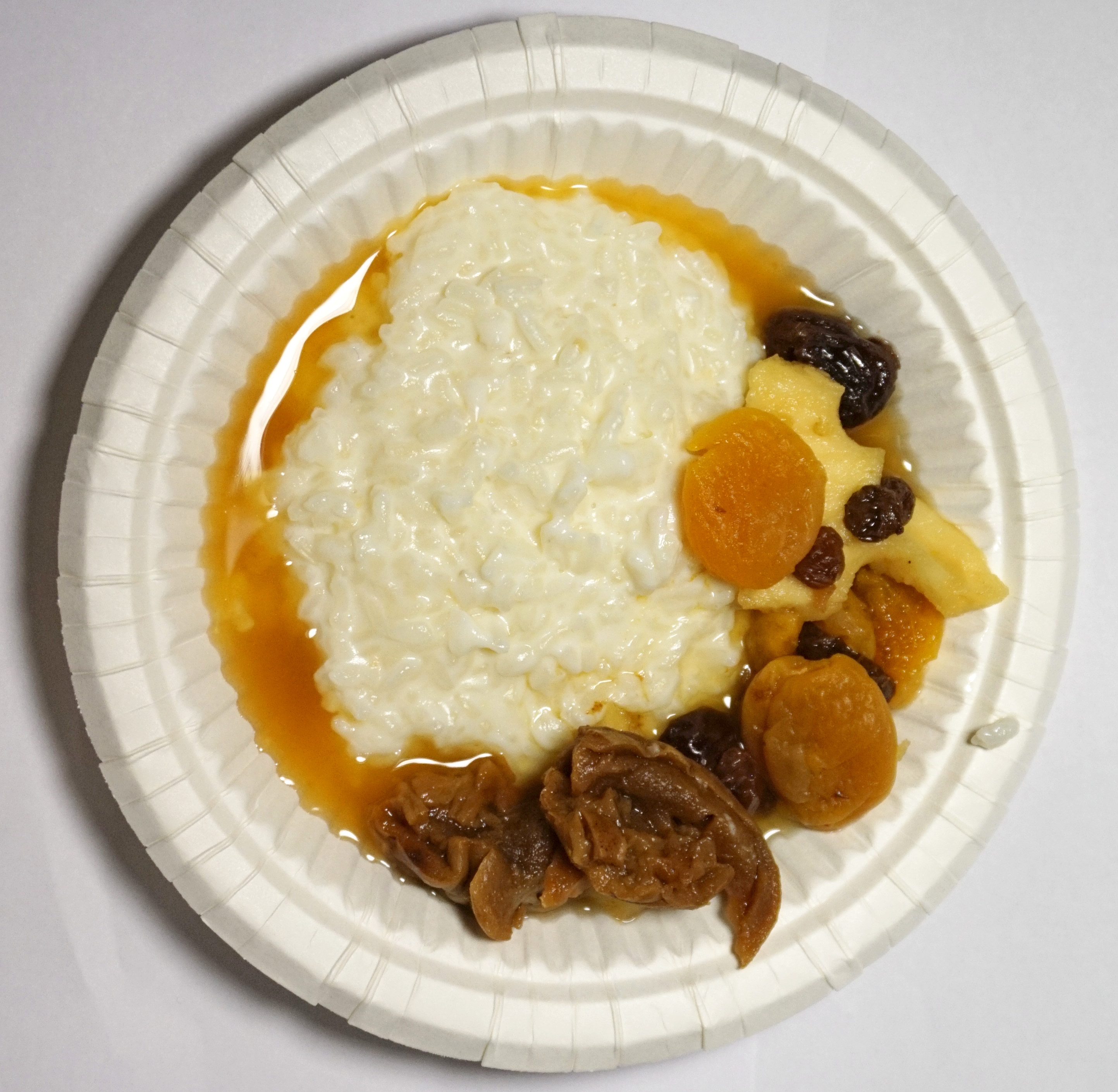
Porridge di riso con zuppa di frutta mista

  - Champorado, un dolce porridge di riso al cioccolato nella cucina filippina. È tradizionalmente fatto bollendo riso glutinoso con cacao in polvere, dandogli un colore distintamente marrone e di solito con latte e zucchero per renderlo più dolce.
  - Congee, un piatto comune dell'Asia orientale, del sud-est asiatico e del sud asiatico di riso bollito: 
    - In Bangladesh il congee viene preparato semplicemente come un porridge, riso integrale (non parboiled, profumato o non profumato) con un po' di sale, è noto come "Jao" mangiato come dieta salutare per i malati. Con l'aggiunta di zucchero di palma e il garam masala si chiama "kheer", oppure, cotto con zucchero, latte, noci e uvetta, cardamomo, cassia, cannella, alloro indiano, ecc. Si chiama "paiesh". Sia il "kheer" che il "paiesh" vengono consumati come dessert.
    - In Sri Lanka il congee è preparato con molti ingredienti. Come porridge, i singalesi usano principalmente latte di cocco con farina di riso, è noto come Kiriya.
    - Congee cinese, chiamato Zhou in mandarino, e juk in Cantonese, possono essere serviti con un uovo di cent'anni, uova di anatra salate, carne di maiale, coriandolo, wonton fritti, tagliatelle o youtiao, le strisce di pasta fritta.
    - Il congee indonesiano e malese, chiamato bubur, è disponibile in molte varietà regionali, come il bubur sumsum, a base di farina di riso bollita con latte di cocco e servito con salsa di zucchero di palma; e anche bubur manado o tinutuan, un porridge di riso mescolato con varie verdure e mangiato con pesce fritto salato e salsa di peperoncino. C'è anche congee a base di fagioli verdi, chiamato bubur kacang hijau o congee con pollo chiamato bubur ayam
    - Il congee giapponese, chiamato kayu, è mescolato con sale e cipolle verdi. Spesso accompagnato da una varietà di cibi come lo tsukemono (verdure conservate), lo shiokara (frutti di mare conservati) e così via.
    - Il congee coreano, chiamato juk, può avere aggiunte di frutti di mare, pinoli, funghi, ecc.
    - Il congee thailandese viene chiamato jok (โจ๊ก) e viene di solito venduto con polpettine di maiale, talvolta lessate assieme. Tra gli altri ingredienti più frequenti vi sono zenzero a fettine, pepe bianco, salsa di soia, cipollotti a fettine, uova messe a scaldare al momento, peperoncino in polvere, sottaceti ecc. Il khao tom" (ข้าวต้ม) è simile ma il riso viene bollito molto meno, con i chicchi che non sono disfatti come nel jok.
    - Il congee vietnamita, chiamato cháo, può essere preparato con carne di manzo o brodo di pollo e contiene salsa di pesce e zenzero. Viene spesso servito con scalogno e bastoncini di pane fritti.
    - Il congee filippino, chiamato lugaw o arroz caldo, contiene zafferano, zenzero e talvolta carne. Gli ingredienti meno comuni includono uova sode, pepe, peperoncini, puto, toge di lumpiang, tofu, salsa di pesce, salsa calamansi, salsa di soia e cipollotti. È comune come cibo da strada.

  - Crema di riso, un tipo di porridge di riso americano, bollita nel latte o nell'acqua con zucchero o sale.
  - Kheer (o Ksheer), un piatto dolce tradizionale indiano, fatto di riso bollito nel latte.
  - Frescarelli, un piatto italiano a base di riso cotto e farina bianca, tipica delle Marche.
  - Orez în lapte (Romania), un dessert a base di riso bollito nel latte con zucchero, talvolta aromatizzato con cannella, marmellata, cacao in polvere, ecc.
  - Tejberizs (Ungheria), prodotto con il latte.

### Sorgo
- Porridge di sorgo: 
  - Mabela, un porridge di sorgo consumato tipicamente a colazione in Sudafrica e Zimbabwe.
  - Tolegi, un porridge di sorgo consumato come pasto di mezzogiorno durante l'estate in Nuova Guinea.
  - Tuwo o ogi, un porridge nigeriano di sorgo che può anche essere fatto da mais.

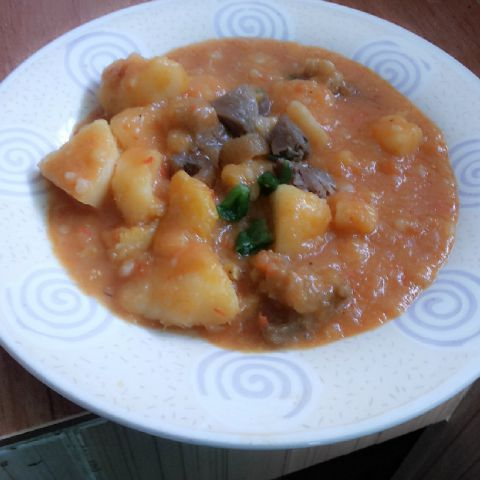
Porridge di igname di manzo con peperone rosso e verde

### Grano
- Porridge di grano: 

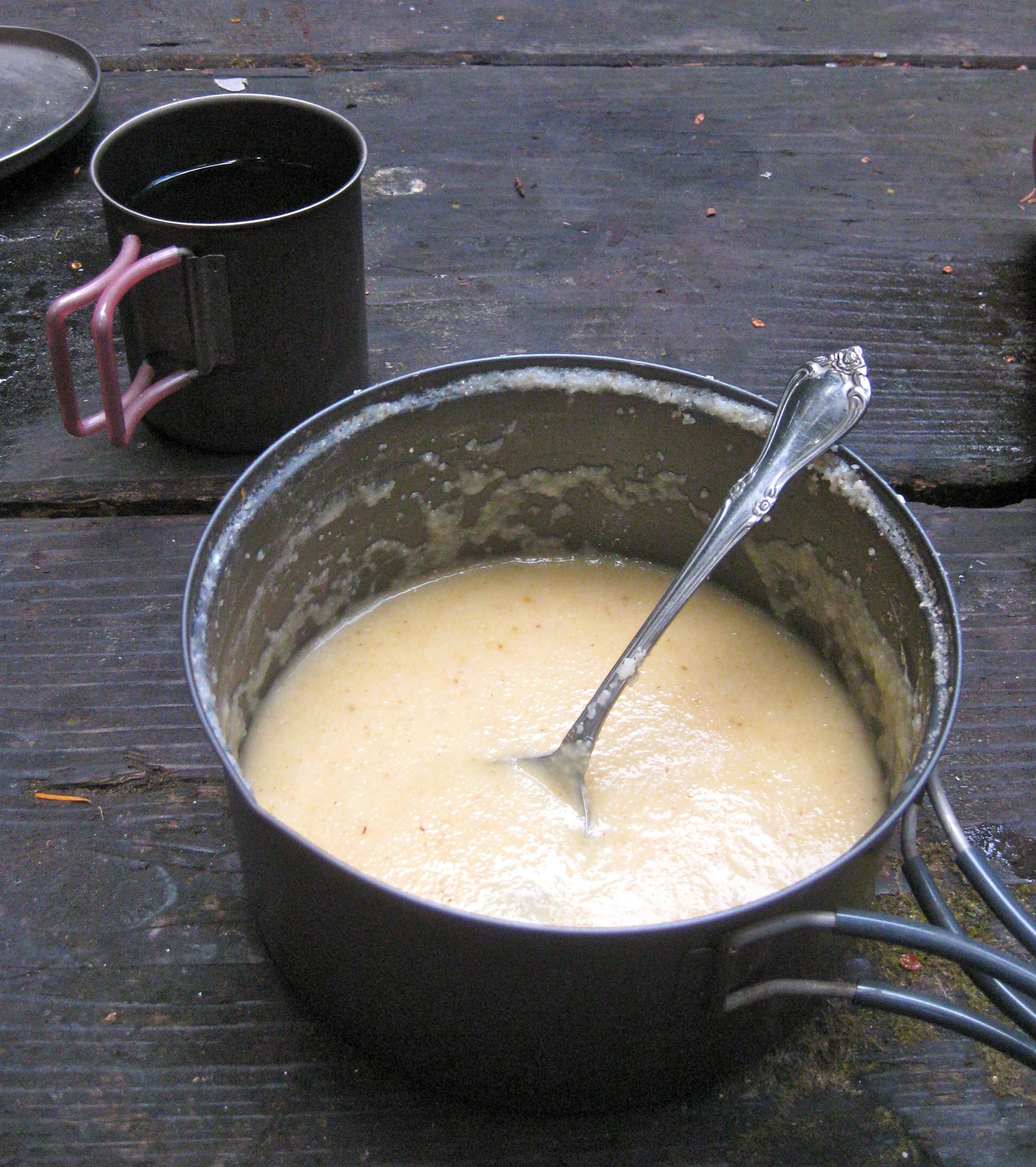
Malt-O-Meal con caffè

  - Cream of Wheat, un tipo di porridge di grano americano, bollita nel latte o nell'acqua con zucchero o sale; chiamato anche farina o "cereale caldo" (un termine applicato anche al porridge di avena).
  - Dalia, un semplice porridge fatto con grano spezzato, è un piatto da colazione comune nell'India settentrionale e in Pakistan. Viene cotto nel latte o nell'acqua e consumato con aggiunta di sale o zucchero.
  - Frumenty, un porridge di grano bollito mangiato in epoca romana, a volte con aggiunta di frutta o carne.
  - Gris cu lapte (Romania), dessert a base di semola bollito nel latte con zucchero aggiunto, talvolta aromatizzato con marmellata, uva passa, frutta secca, cannella in polvere, ecc.
  - Tejbegríz (Ungheria), dessert di semola cotto con latte, solitamente con zucchero e condito con cacao o cannella in polvere, ecc.
  - Mannapuuro, un dolce tradizionale finlandese a base di semola.
  - Il porridge di semola, consumato nella Repubblica Ceca e in Slovacchia, è fatto di latte, semola e zucchero.
  - Porridge di panna acida, un porridge norvegese di farina di grano cotto in panna acida con una consistenza vellutata e piuttosto liquida. Viene servito con zucchero, cannella, salumi o anche uova sode a seconda dell'usanza locale.
  - Upma, un porridge di semola fritto tradizionale nell'India meridionale, aromatizzato con burro chiarificato, cipolle fritte, semi di senape tostati e foglie di curry e spesso mescolato con verdure e altri alimenti, come patate, peperoncini rossi secchi fritti, cavolfiore fritto e arachidi tostate o anacardi noccioline.
  - Porridge di velluto o porridge di burro, un piatto norvegese: una generosa quantità di roux bianco è composta da farina di grano e burro, aggiungendo il latte fino a quando non può essere servito come un porridge denso.
  - Yarma, un porridge di farina di grano turkmeno.
  - Harees, un piatto mediorientale di grano bollito, spezzato o macinato grossolanamente e carne o pollo. La sua consistenza varia tra un porridge e uno gnocco. Lo harees è un piatto popolare nei paesi del golfo Persico, Armenia e Pakistan.

### Altro
- Brenntar, fatto con una farina appositamente tostata (Musmehl). Particolarmente importante nel Giura svevo e in Algovia.
- Porridge di lino, spesso servito come parte di una miscela con farina di grano e segale.
- Kasha, una gamma ampiamente consumata di semole / porridge di piatti, che utilizza una varietà di cereali, diffusa in Europa orientale e Russia. 
  - Spesso si riserva il termine "kasha" per il porridge di grano saraceno, fatto di grano saraceno nel burro, come consumato da molte persone in Russia e Ucraina, con yogurt più comune nel Caucaso. 
    - Terci de hrișcă, porridge di grano saraceno dalla Romania.
- Misto di cereali e legumi in Etiopia: 
  - Il genfo è un denso porridge fatto torrefacendo leggermente, macinando e cucinando qualsiasi combinazione di avena etiope, grano, orzo, sorgo, miglio, mais, ceci, piselli gialli, soia o bulla, l'amido dalla radice del falso banano; viene tradizionalmente consumato a colazione con una cucchiaiata di burro chiarificato speziato (kibe) o con olio e una mistura di spezie piccanti (berbere) oppure con yogurt. Per coloro che possono permetterselo, è una preparazione per la festa o un piatto per la colazione della domenica e viene spesso dato alle donne incinte e alle donne dopo il parto per riportarle in salute e rimetterle in forza.
  - Atmit, Muk o Adja è una versione più liquida del porridge genfo, da bere, mescolata spesso con burro speziato, chiarificato, latte e miele, o da sola con un pizzico di sale. È popolare nella stagione delle piogge e per rimettere in salute i malati.
  - Il besso, fatto di orzo tostato e macinato, è uno spuntino popolare per i viaggiatori e, nei tempi antichi, i fanti. La polvere viene miscelata con un po'  d'acqua, sale e peperoncino in polvere per fare un pane denso da usare come uno spuntino o mescolata con più acqua o latte e miele da bere. I Gurage e altre tribù meridionali in Etiopia fermentano il besso per alcuni giorni con acqua e un po' di zucchero, aggiungono un pizzico di sale e peperoncino e lo bevono come un pasto fortificante ed energizzante in un drink.
- Porridge Multigrain. Si tratta di riso arrostito, grano, grammo arrostito, jowar, mais, miglio, arachidi, anacardi, mais, orzo e ragi e viene preparato arrostendo tutti gli ingredienti singolarmente in una padella senza usare burro chiarificato o olio, quindi macinandoli insieme in una polvere grossolana.
- Il porridge di piselli, a base di piselli secchi, è un porridge tradizionale inglese e scozzese.
- Il porridge di patate, consumato in Norvegia, è una pasta spessa, quasi solida, composta da patate cotte mescolate con latte e orzo. 
  - Helmipuuro ("porridge di perle") è un porridge a base di "perle" di fecola di patate gonfiate nel latte, che si trovano tradizionalmente in Russia e Finlandia.
- Porridge di quinoa.
- Porridge di segale: 
  - Rugmelsgrød, una cena tradizionale dell'isola danese di Bornholm, fatta di farina di segale e acqua.
  - Ruispuuro, una tradizionale colazione finlandese.
- Porridge di farro
- Tsampa è una farina di grano tostato, di solito orzo, consumata in Tibet, spesso mescolata con tè e burro.
- Porridge di yam / pottage
  - In Nigeria le parole porridge e pottage sono sinonimi e vengono consumate come pasto principale. Il porridge / pottage di igname nigeriano include pomodori e altre verdure culinarie insieme all'igname. Può anche avere pesce e / o altra carne.[19]
- Shiruko dolce tipico nipponico composto da fagioli azuki e mochi

## Nelle diete
Il porridge d'avena è considerato un alimento ad alto assorbimento intestinale ed è anche apprezzato per il suo alto contenuto energetico, viene quindi usato nelle tradizioni culinarie di molti Paesi come alimento per i malati e per gli atleti.

### Elementi nutrizionali
Il porridge non arricchito (come quello a base di farina d'avena), cotto mediante bollitura o microonde, è composto per l'84% da acqua, il 12% da carboidrati, il 2% da fibre alimentari, il 2% da proteine e il 2% da grassi. Su una quantità di riferimento di 100 grammi, il porridge cotto fornisce 71 calorie e contiene il 29% del valore giornaliero di manganese. Ha inoltre un contenuto moderato di fosforo e zinco (ciascuno l'11% del valore giornaliero).